# 158
Năm 158 là một năm trong lịch Julius. 